# Lisie Jamy (województwo warmińsko-mazurskie)
Lisie Jamy (niem. Lischijami, 1938–1945 Abbau Dorren) – osada leśna w Polsce położona w województwie warmińsko-mazurskim, w powiecie piskim, w gminie Pisz.
W latach 1975–1998 miejscowość administracyjnie należała do województwa suwalskiego.